# Bodo Baschek
Bodo Baschek, nemški astronom in astrofizik, * 1935, Berlin, † 17. avgust 2022.
Baschek je bil eden vodilnih strokovnjakov na področju analize zvezdnih atmosfer.

## Življenje in delo
Od leta 1954 je bil na Univerzi v Kielu študiral fiziko, matematiko in astronomijo. Tu je leta 1959 doktoriral iz fizike zvezd pod Unsöldovim mentorstvom. V naslednjih letih je ostal v Kielu. Bil je na podoktorskem izpopolnjevanju na Caltechu v Pasadeni (1962–1963) in na Observatoriju Mt. Stromlo v Canberri (1967–1968).
Od leta 1969 do upokojitve leta 2001 je bil profesor na Inštitutu za teoretično astrofiziko na Univerzi v Heidelbergu.
Še posebej je znan po objavi učbenika Novi kozmos: Uvod v astronomijo in astrofiziko (Der neue Kosmos: Einführung in die Astronomie und Astrophysik), ki jo je prevzel Unsöld.

## Izbrana dela
- Baschek, Bodo (1966), »On the influence of surface gravity on UBV colours OG G-type stars«, Journal of Quantitative Spectroscopy and Radiative Transfer, 6 (5): 701–704, doi:10.1016/0022-4073(66)90057-4
- Unsöld, Albrecht; Baschek, Bodo (2015), Der neue Kosmos: Einführung in die Astronomie und Astrophysik (7. izd.), Springer Spektrum, ISBN 978-3-662-45992-8